# Stenlummermossa
Stenlummermossa (Barbilophozia hatcheri) är en bladmossart som först beskrevs av Alexander William Evans, och fick sitt nu gällande namn av Leopold Loeske. Enligt Catalogue of Life ingår Stenlummermossa i släktet lummermossor och familjen Anastrophyllaceae, men enligt Dyntaxa är tillhörigheten istället släktet lummermossor och familjen Lophoziaceae. Arten är reproducerande i Sverige. Inga underarter finns listade i Catalogue of Life.